# Amine Khammas
Amine Khammas (Rumst, 6 april 1999) is een Belgisch-Marokkaans voetballer. Hij speelt als linksachter voor KRC Genk waar hij in 2017 doorstroomde uit de jeugdopleiding.

## Clubcarrière

### KRC Genk
Khammas is afkomstig uit de jeugdopleiding van KRC Genk. Op 29 juli 2017 debuteerde hij in de Jupiler Pro League tegen Waasland-Beveren. Hij startte in de basiself en werd na 64 minuten vervangen door Joakim Mæhle. Genk eindigde de openingswedstrijd van het seizoen 2017/18 met een 3-3 gelijkspel. In het seizoen 2018/2019 besloot Genk hem, door een tekort aan speelminuten in het eerste elftal, voor één seizoen uit te lenen aan de Nederlandse Eerste Divisionist FC Den Bosch. Door de zware knieblessure van vaste linksachter Jordy van der Winden wist hij hier snel een basisplaats te veroveren. Een jaar later werd hij opnieuw uitgeleend, ditmaal aan Lommel SK.

## Statistieken
| Seizoen         | Club             | Land               | Competitie      | Competitie | Competitie | Beker | Beker | Supercup | Supercup | Europees | Europees | Totaal | Totaal |
| Seizoen         | Club             | Land               | Competitie      | Wed.       | Dlp.       | Wed.  | Dlp.  | Wed.     | Dlp.     | Wed.     | Dlp.     | Wed.   | Dlp.   |
| --------------- | ---------------- | ------------------ | --------------- | ---------- | ---------- | ----- | ----- | -------- | -------- | -------- | -------- | ------ | ------ |
| 2017/18         | KRC Genk         | Vlag van België    | Eerste Klasse A | 13         | 0          | 2     | 0     | —        | —        | —        | —        | 15     | 0      |
| 2018/19         | → FC Den Bosch   | Vlag van Nederland | Eerste divisie  | 29         | 1          | 0     | 0     | —        | —        | —        | —        | 29     | 1      |
| 2019/20         | → Lommel SK      | Vlag van België    | Eerste Klasse B | 20         | 0          | 1     | 0     | —        | —        | —        | —        | 21     | 0      |
| 2020-21         | Waasland-Beveren | Vlag van België    | Eerste Klasse A |            |            |       |       |          |          |          |          |        |        |
| Carrière totaal | Carrière totaal  | Carrière totaal    | Carrière totaal | 62         | 1          | 3     | 0     | 0        | 0        | 0        | 0        | 65     | 1      |

Bijgewerkt op 4 april 2020.

## Interlandcarrière
Khammas heeft de Belgische en Marokkaanse nationaliteit en kan dus voor beide landen uitkomen. Als jeugdinternational speelde hij 2 wedstrijden voor de U17 van het Belgisch voetbalelftal en 4 wedstrijden voor de U20 van Marokko. In augustus 2017 kreeg hij van bondscoach Hervé Renard een uitnodiging voor het eerste team van het Marokkaans voetbalelftal voor de kwalificatie-interland voor het WK 2018 tegen Mali, Khammas ging ook in op deze uitnodiging. Hij zat in deze interland 90 minuten op de bank.